# Capeller
Un capeller o barreter (o bé barretaire) era un menestral que tenia l'ofici de fer o vendre capells o barrets. La fàbrica o botiga corresponent rep el nom de capelleria (forma preferent) o barreteria.

## Història

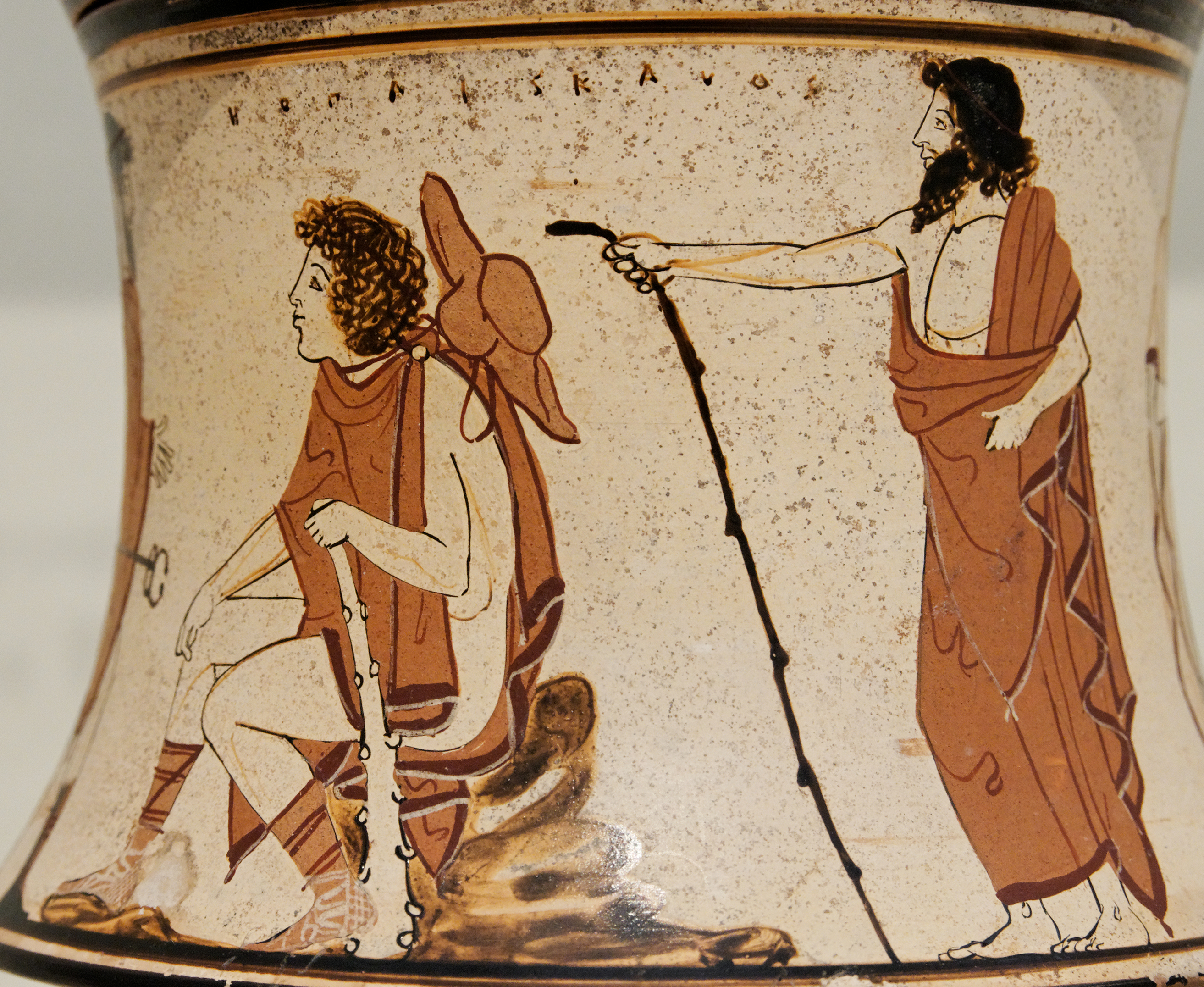
Judici de Paris (a l'esquerra), que porta un pétasos penjat a l'esquena. Ceràmica grega pintada.

L'existència de capellers és tan antiga com els capells. Des d'èpoques molt antigues hi ha tota mena de documents arreu del món que mostren persones que es cobreixen el cap amb aquesta mena de lligadura.
En temps històrics, poden recordar-se alguns dels capells emprats: 
- barret frigi
- pétasos
- pili (barret)
- barretina
- gorra

Històricament, en català es feia una distinció entre capells (amb ventalla fent la volta a tot el cap) i barrets o bonets (sense ventalla). Actualment, capell és desconegut al Principat, on es fa servir barret, mentre que aquest mot és en desús a València i a les Illes, on sobreviu capell (a València, en competència amb sombrero).

### Confraries
És a partir de l'edat mitjana que les referències a l'ofici dels capellers són més freqüents i precises. L'ofici esdevé protegit i regulat en moltes contrades. Als Països Catalans els primers col·legis o confraries es registraren el segle xv.
Les primeres ordinacions conservades del gremi de capellers de Barcelona daten del 1545, tot i que formaven part de la confraria de Sant Julià ja des del 1455. Des del 1496 s'havia constituït de manera separada el gremi dels barreters d'agulla, que treballaven específicament amb la seda. El segle xviii el gremi de barreters es va fusionar amb els mitgers, que teixien les mitges amb telers, ofici que visqué una forta puixança, fins que el dinamisme de les modes del segle xix i el preu elevat de la seda els feu entrar en decadència.
El col·legi de boneters de València ja existia l'any 1498. En aquella data el gremi va comprar la casa natal de sant Vicent Ferrer.
A Mallorca, els col·legis dels capellers i dels barreters o boneters estaven separats. El dels barreters es va fundar el 1483, i les primeres ordinacions conegudes són d'aquella data. El seu patró era la Puresa de Maria, venerada a la capella homònima del convent de Sant Francesc (la del Beat Ramon Llull), i la seva seu era el mateix capítol del convent. No obstant això, molts de barreters estaven establerts a la part baixa de la ciutat, a la parròquia de Sant Nicolau, al carrer de la Barreteria (desaparegut cap a 1950). Per la seva banda, el dels capellers es va fundar el 1517, escindit del dels barreters. El seu patró era l'apòstol Sant Jaume, i la seva església de referència era la parròquia de Sant Jaume, mentre que la sala del col·legi es trobava al carrer (avui plaça) dels Capellers. L'escut del col·legi dels barreters consistia en tres barrets, un cardador i unes tisores, i el dels capellers, en un capell episcopal i tres formes.

### Terminologia
Els diversos oficis dedicats a la fabricació de capells i prendes similars presenten problemes diversos. Els termes que identifiquen els oficis (capeller, boneter, barreter, “sombrerer”, caputxer, caperoner…) són coneguts, però el seu abast (pel que fa als tipus de barret i als materials emprats (teles teixides, feltres, pells senceres amb pèl, pells sense pèl, teixits amb agulla, ...) no estan gaire documentats.

#### Oficis genèrics
- Capellers. Denominació històrica i tradicional pels que tenen ventalla.[15]
- Boneters. Denominació tradicional a Mallorca pels que no tenen ventalla.[16]
  - Boneters d'agulla.
- Barreters. Denominació específica pels que no tenen ventalla, posteriorment generalitzada a tots els capells al Principat.
  - Barreters de feltre.
  - Barreters d'agulla.[17]
  - Barreters de palla.
- Caperoners. Ofici inexistent. Els que feien caperons eren els sastres.

## Manuals de l'ofici
- 1765. L'art de faire des chapeaux. (Nollet).[18]
- 1872. Ramón Galván y Hernández. Manual teórico-práctico para uso y enseñanza del aprendiz de sombrerero.[19]

## Documents
La realitat dels capells i els capellers al llarg del temps és impossible de resumir. Els detalls i particulars relacionats amb l'ofici no faciliten una exposició típica i ordenada del tema. D'altra banda, una mostra de documents seguint un ordre cronològic permet aproximar-se a diferents aspectes de la qüestió, oferint una visió general a partir dels casos puntuals exposats:
- 1268. Étienne Boileau. Livre des métiers.[20]
  - El llibre parla de quatre tipus de capellers: de flors, de feltre, de cotó i de ploma (de paon, en francès antic, equivalent a paó).[21]

- 1283. Desafiament de Bordeus.
  - El rei Pere el Gran va anar al desafiament disfressat d'escuder i acompanyat, entre d'altres, per un veritable rambler, Domingo de la Figuera, de Saragossa.
  - El rei portava: ... un caperó, e la ceruellera ab un capell de lli al cap... E en Domingo de la Figuera caualcà axi be com a senyor be arreat, axi com hauia acostumat de caualcar ab sos hoses, e ab capell de sol e els guants, e be ordonat...

- 1308. Bernard de Gordon. Recomanava als viatgers capells de feltre de pèls de castor.[22]

- 1309. Inventari deis béns de Pere Rovira, capeller de Barcelona, i del contingut de la seva botiga, fet per ordre seva, trobant-se malalt, a fi d'evitar l'ocultació o la dispersió de tot.

- 1324. Estatuts dels folradors de capells a França.[23]

- 1344. Ordinacions de Pere el Cerimoniós. Capells de sol per a cavalcar.[24][25]
  - Alguns adornats amb perles (margarites, en l'original).[26]

- 1455. Els capellers de Barcelona s'afegiren a la confraria de Sant Julià.[27][28]

- 1464. Pere el Conestable de Portugal feu una entrada triunfal a Barcelona "... ab son capell de feltre ab un gran floch d'or..."[29] Altres lligadures que emprava s'indiquen en la referència adjunta.[30]

- 1490. Tirant lo Blanc.[31]

| «                  | ... lo elm portava cubert de aquell drap mateix e, sobre l'elm, portava hun capell de feltre tot brodat de moltes perles e … | » |
| — Tirant lo Blanc. | |   |

- 1578. Aprovació dels estatuts del gremi de capellers (chapeliers) de París per part del rei Enric III de França.[32][33]

- 1599. Ordinacions sobre els sombreros o barrets a Barcelona. Havien de ser bollats.[34]

- 1641. Ordinacions sobre els sombreros o barrets a Barcelona. Havien de ser bollats.[35]
- 1665. Martini Schoockii Belgium federatum.[36]
  - Descripció de capells fets de pèls, de llana, de pell de castor, de pell de llebre, de cotó,...
- 1693. En un document de la confraria de Sant Julià de Barcelona s'esmenten els capellers i els sombrerers com a oficis separats (?).[14]
- 1725. Resum de documents sobre els capellers de França.[37]
- 1745. Arguments en contra de la prevista dissolució del gremi de capellers.[38]
- 1761. Carrer dels sombrerers a Barcelona.[39]

- 1817. Statuti, e regolamenti della Cappella dell'arte de' fabbricanti cappellari eretta, e fondata sotto il titolo di S. Giacomo apostolo.[40]
- 1828. Esment dels capells a l'estil dels de palla d'Itàlia fabricats a Barcelona.[41][42]

- 1840.[43]

- 1851. Detalls sobre el pèl i la pell dels castors per a la fabricació de barrets.[44]

- 1853. Referència botànica potser relacionada amb la fabricació de capells.[45]
- 1857. Detalls sobre la fabricació de barrets a Espanya. S'esmenten els barrets de fulla de palma.[46]